# Family Values Tour
El Family Values Tour fue un tour musical creado por la banda Korn en 1998. 
Después de estar inactivo 4 años, el tour regresó en el 2006 con Korn y Deftones como principales autores, así mismo en el 2006 se presentó por primera vez en la historia del tour; un segundo escenario.

## Family Values Tour 1998
Korn, Rammstein, Limp Bizkit, Ice Cube, Incubus (reemplazo a Ice Cube en las últimas 4 fechas) y deftones

## Family Values Tour 1999
- Limp Bizkit, Korn, Primus, Staind, Filter, The Crystal method y Redman.

## Family Values Tour 2001
- Stone Temple Pilots, Linkin Park, Staind, Puddle of Mudd, Static-X, Deadsy y Spike 1000.[1]

## Family Values Tour 2006
- Korn, Deftones, Stone Sour, Flyleaf, Dir en Grey, 10 Years y Deadsy.

## Family Values Tour 2007
- Korn, Evanescence, Flyleaf, Hellyeah, Trivium y Five Finger Death Punch.

## Family Values Festival 2013
- Korn, Hollywood Undead, Asking Alexandria, Machine Gun Kelly, Beware of Darkness y Love and Death